# Vasa nervorum
Los vasa nervorum (del latín vasa: vasos y nervorum: de los nervios; es decir: vasos de los nervios) son ductos diminutos que proveen sangre a los nervios periféricos. 

## Anatomía

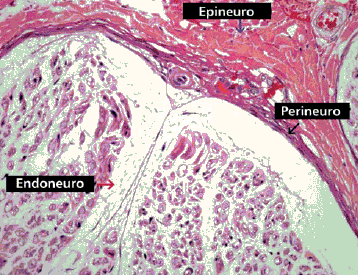
Se observan los vasa vasorum con glóbulos rojos en su interior (arriba derecha). Los vasos están en el espesor del epineuro, que es la capa que recubre los fascículos nerviosos. Corte de nervio periférico. Micrografía óptica HyE.

Los vasa nervorum son estructuras vasculares múltiples, que aseguran la llegada de oxígeno y nutrientes a las células nerviosas localizadas en las capas más internas de los nervios. 
Estos vasos delgados ingresan al nervio a través de su capa más externa, el epineuro. 

Los vasa nervorum se profundizan, perforan el perineuro e ingresan en los fascículos nerviosos individuales donde corren en su mayor parte, paralelos con las fibras. Estos vasos largos están conectados juntos, a través de vasos comunicantes transversos cortos. 

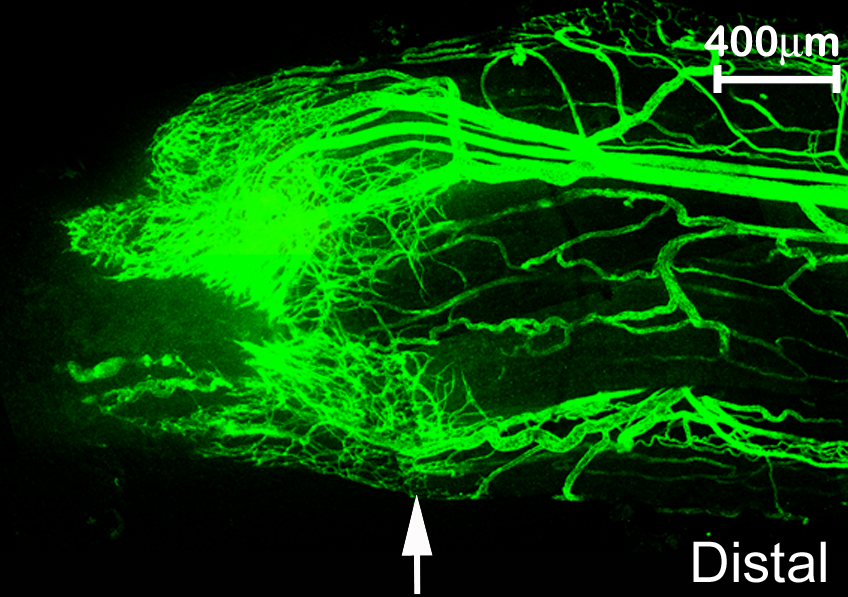
Vasa nervorum de diferentes diámetros. Los vasos más gruesos corresponden al epineuro en la periferia del nervio (derecha arriba y abajo). Las células endoteliales (en color verde) está teñidas específicamente mediante anticuerpos. Microscopio confocal.

## Condiciones patológicas relacionadas
Los vasos pequeños como los vasa vasorum y los vasa nervorum son particularmente susceptibles a compresión mecánica externa. El desarrollo de la neuropatía diabética se ha atribuido a una disminución del flujo sanguíneo a través de los vasa nervorum. La arteritis de estos vasos provoca neuropatía periférica o polineuropatía.
 
La oclusión de vasa nervorum en las arteriolas epineurales propicia isquemia de los nervios y provoca neuropatía vascular

 
y se le ha considerado la causa de algunos casos de parálisis del nervio facial.

Durante diagnósticos invasivos o tratamientos terapéuticos, la inyección de un vasoconstrictor en la cercanía de los nervios puede reducir la perfusión a sus vasos de suministro, lo cual implica riesgo de daño neural isquémico.